# William Inge
William Motter Inge (Independence, 3 de maio de 1913 - Los Angeles, 10 de junho de 1973) foi um dramaturgo e romancista estadunidense. Inge foi o autor de A Cruz da Minha Vida, Nunca Fui Santa, Sombras no Fim da Escada e Picnic, pelo qual ganhou o Prêmio Pulitzer em 1953. Ele também ganhou um Oscar em 1961 pelo roteiro de Clamor do Sexo.

## Trabalhos
Peças
- 1950: Come Back, Little Sheba
- 1953: Picnic
- 1955: Bus Stop
- 1957: The Dark at the Top of the Stairs
- 1959: A Loss of Roses
- 1962: Summer Brave (uma reformulação de Picnic)
- 1963: Natural Affection
- 1966: Where's Daddy?
- 1973: The Last Pad

Filmes e TV
- 1952: Come Back Little Sheba
- 1955: Picnic
- 1956: Bus Stop
- 1961: Splendor in the Grass - reverendo Whitman (sem créditos)
- 1962: All Fall Down
- 1964: Out on the Outskirts of Town (uma reformulação de Off the Main Road) - Doctor (final)
- 1965: Bus Riley's Back in Town (como Walter Gage)

Romances
- 1970: Good Luck, Miss Wyckoff
- 1971: My Son Is a Splendid Driver